# Governatorato di Wasit
Il governatorato di Wāsiṭ (in arabo واسط‎?) è un governatorato dell'Iraq, Ha una superficie di 17.153 km² e, secondo una stima del 2003, una popolazione di 941.827 abitanti. Il calcolo per il 2012 è invece di 1.265.189 abitanti. Il capoluogo del governatorato è la città di al-Kūt.
Il nome del governatorato deriva dalla storica città omonima fatta costruire per volere del califfo omayyade Abd al-Malik ibn Marwan e realizzata concretamente per opera del suo Wali al-Hajjaj ibn Yusuf, come campo fortificato (misr), quando il potere di Damasco era reso precario dall'incontrollabilità di Kufa e di Basra.